# Гольдштейн, Моисей Абрамович
Моисей Абрамович Гольдштейн (Мойше Зурых Гольдштейн; 1900, Лосице, Седлецкая губерния — август 1943) — еврейский аргентинский и советский писатель, участник революционного движения в Аргентине. Участник Великой Отечественной войны.

## Биография
Моисей Абрамович Гольдштейн родился в 1901 году. Долгое время жил в Аргентине. В этой стране он начал печатать свои первые произведения. В своих рассказах — зарисовках писатель рассказывал о жизни рабочих в этой стране. В Аргентине М. А. Гольдштейн работал на трикотажной фабрике, был избран делегатом профсоюза от трикотажной фабрики, отстаивал права отраслевого профсоюза.
В начале 1930-х годов в Аргентине после шестилетнего (1922—1928) президентского правления Марсело Торкуато де Альвеара к власти пришел Иполито Иригойен. Его неспособность управлять страной послужила предлогом для государственного переворота, который был проведен высшими офицерами и гражданскими лидерами Консервативной партии. Правительство возглавил генерал Хосе Феликс Урибуру, сторонник авторитарной власти, который попытался установить в стране фашистскую диктатуру в интересах крупных корпораций. В результате этих событий М. А. Гольдтшейн уехал в СССР.
В 1931 году он приехал в Биробиджан, административный центр Еврейской автономной области. На Дальнем Востоке Гольдштейн принимал участие в организации и работе сельскохозяйственной коммуны «Икор» на неосвоенных землях Волочаевки.
В своих повестях и рассказах Моисей Абрамович описывал окружающую его жизнь, природу, трудовую сельскохозяйственную коммуну, в которой он работал.
Здесь он написал повесть «Биробиджанцы на Амуре», «Биробиджанские рассказы» и др. Последние его рассказы «Затея немца» и «Слово матери» были написаны уже в армии. Его произведения издавались в СССР на русском и идиш языках.
В Великую Отечественную войну, августе 1943 года, погиб на Смоленщине.

## Семья
Жена — Берта (Броха) Иосифовна Костринская. Дочери:
- Карма Моисеевна Гольдштейн (1933—2011), муж — Слёзкин, Лев Юрьевич (1920—2012) — советский и российский историк-американист, сын — Слёзкин, Юрий Львович.
- Флора Михайловна Гольдштейн (род. 1937), муж — И. Н. Голомшток (1929—2017) — советский и британский историк мирового искусства..